# 마운트 시나이 아이칸 의과대학

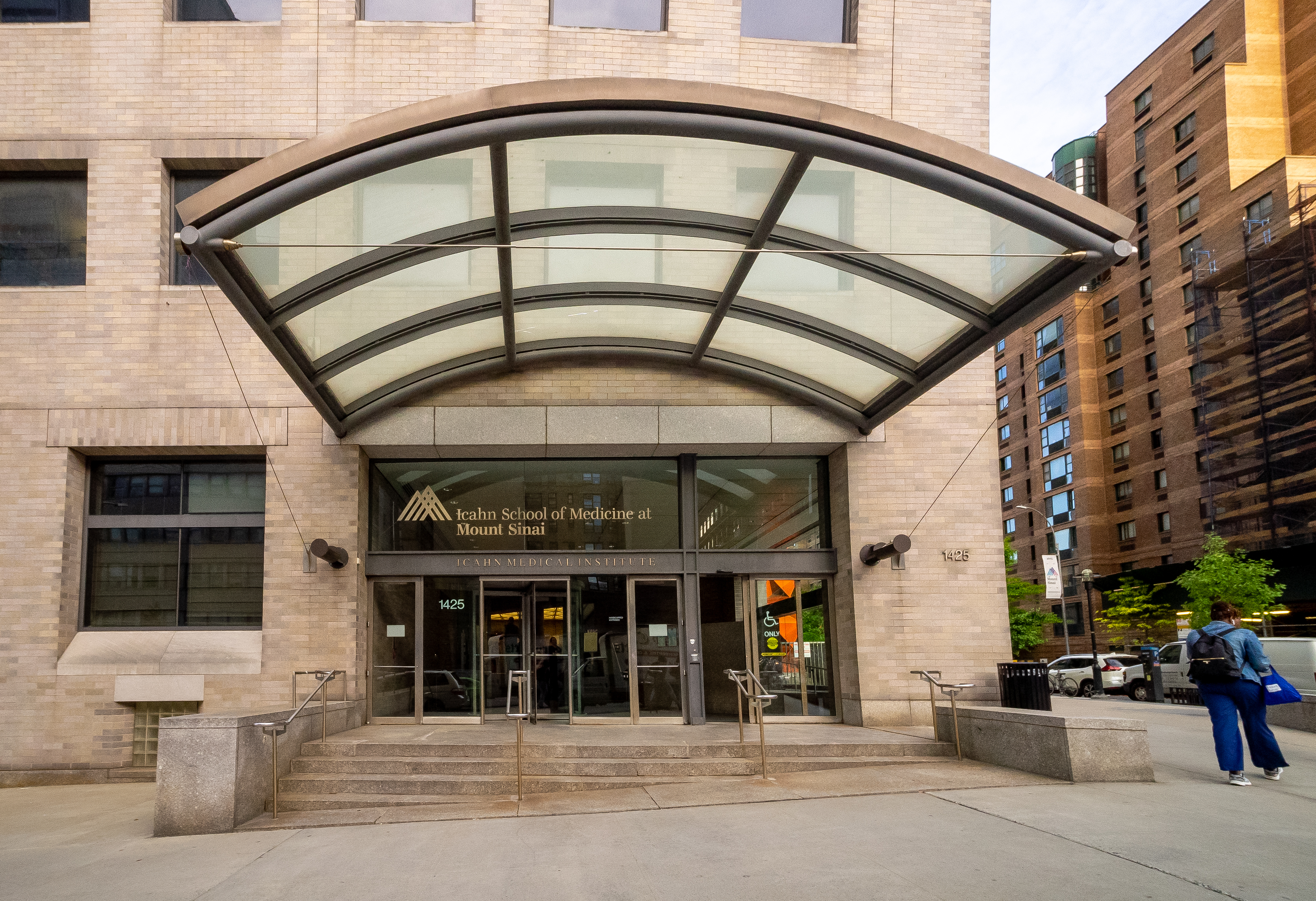
입구

마운트 시나이 아이칸 의과대학(Icahn School of Medicine at Mount Sinai, ISMMS, 이전 교명: 마운트 시나이 의과대학, Mount Sinai School of Medicine)은 미국 뉴욕주 뉴욕에 위치한 사립 의과대학이다. 이 학교는 마운트 시나이 병원과 뉴욕 이비인후과를 포함, 뉴욕 대도시권의 8개 병원 캠퍼스를 관리하는 마운트 시나이 헬스 시스템의 학술교육부문이다.
마운트 시나이 아이칸 의과대학은 2023년 U.S. 뉴스 & 월드 리포트에 따라 미국의학스쿨 가운데 11위를 차지했다.